# 746 CCFL

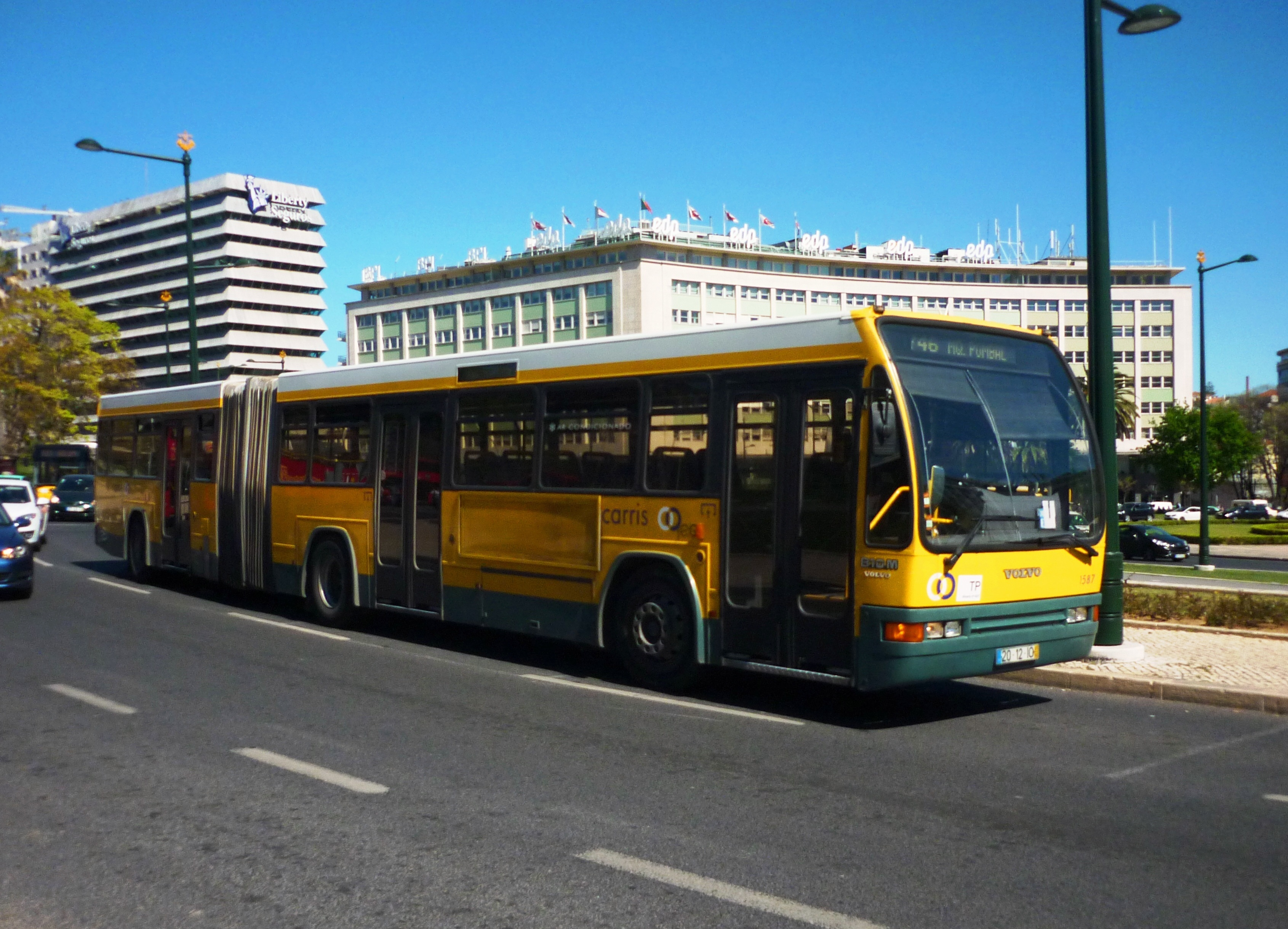
Carro articulado n.º 1587 esperando no término da, ao Mq. Pombal, em 2015.

A carreira 746 da Carris, transportadora coletiva municipal de Lisboa, Portugal, é simbolizada com a cor azul e é uma carreira complementar na rede de transportes públicos da cidade de Lisboa. Tem os seus terminais no Marquês de Pombal e no apeadeiro de Santa Cruz/Damaia, passando por Sete Rios e Estrada de Benfica.
Foi renomeada da anterior carreira 46 no dia 9 de setembro de 2006, integrada na primeira fase da rede 7, substituindo algumas ligações existentes na actual zona azul por esta carreira de maiores frequências. A esta altura efectuava o percurso entre a estação de Santa Apolónia e o apeadeiro de Santa Cruz/Damaia.
A 5 de janeiro de 2008, com a entrada em vigor da segunda fase da rede 7 que preconizou a reestruturação da rede na zona central da cidade por ocasião da abertura do troço de metropolitano para as estações do Sul e Sueste e de Santa Apolónia, o percurso da carreira 746 foi reestruturado por ser praticamente coincidente com o do comboio. Desde essa data, o troço mais central da carreira foi descontinuado passando a efectuar apenas o percurso actual, isto é, entre Marquês de Pombal e Santa Cruz/Damaia. Esta alteração foi efectuada sem ter em consideração o atraso na conclusão do túnel ferroviário, que permite a ligação da freguesia até à Baixa de Lisboa .
Para ajustar a oferta desta carreira à sua procura, no dia 9 de maio de 2011 o seu horário sofreu reduções de frequência.

## Características

### Estação
Miraflores

### Material circulante
- Volvo B10M-55A (série 1560-1589) Camo Cronus
- Mercedes-Benz O530 G (série 4601-4620) Evobus Citaro G
- MAN 18-310 (série 2201-2310) Caetano CityGold
- MAN 18-310 (série 2311-2348) Marcopolo Viale

### Tipologia
Esta carreira é classificada como complementar pelo facto de assegurar a ligação directa entre alguns pontos servidos por diferentes carreiras estruturantes da rede da Carris e do metropolitano. Funciona com níveis de frequência médios e faz parte do grupo de quatro carreiras  que percorre a Estrada de Benfica praticamente de uma ponta à outra, permitindo a ligação da freguesia de Benfica com a estação de Sete Rios. Atualmente é a única carreira deste grupo a funcionar com autocarros articulados dada a suavidade do seu percurso. É também a única carreira da Estrada de Benfica que funciona no horário noturno, estabelecendo correspondência às carreiras 726 e 758 na estação de Sete Rios.
Funciona, diariamente, entre as 05:30 e as 00:00, aproximadamente. As primeiras viagens têm início e fim na estação do Sul e Sueste, substituindo o metropolitano que inicia o seu serviço mais tarde. Fora do período de funcionamento desta carreira, as ligações são garantidas pela carreira 205 no percurso entre Marquês de Pombal e as Portas de Benfica e pela carreira 202 na ligação de Sete Rios e das Portas de Benfica ao apeadeiro de Santa Cruz/Damaia.

## Percurso

### Sentido Santa Cruz/Damaia
Marquês de Pombal → Praça de Espanha → Sete Rios → Estrada de Benfica → Calhariz → Portas de Benfica → Santa Cruz/Damaia

Do Marquês de Pombal a Sete Rios, o autocarro circula pela Praça de Espanha. Alcançando a Praça de Espanha, o autocarro serve o interface rodoviário instalado nas imediações desta praça, com ligação à linha de Metropolitano da Gaivota, à maioria das carreiras da TST que cruza a Ponte 25 de Abril e ainda a uma carreira da Vimeca com destino a Caxias, Paço d'Arcos e Oeiras.
Após a Praça de Espanha, percorre os poucos metros que separam este interface de Sete Rios, um dos principais interfaces da cidade de Lisboa com conexão a outros serviços da Carris, autocarros de longo curso, metropolitano e comboios Urbanos e de médio e longo curso da CP e da Fertagus. Também em Sete Rios é possível o acesso ao Jardim Zoológico de Lisboa e à Escola Secundária de Dom Pedro V.
Posteriormente, o autocarro dirige-se de Sete Rios para a Estrada de Benfica, servindo São Domingos de Benfica, em parceria com as carreiras 202, 716 e 758 as quais, conjuntamente com esta carreira 746 constituem o eixo da Estrada de Benfica e que permite a ligação de Benfica até ao interface Sete Rios, num serviço de alta frequência, funcionando 24 horas por dia, todos os dias da semana. A Estrada de Benfica é um eixo rodoviário vertebrador e que dá serviço a um conjunto habitacional bastante denso. Praticamente ao meio da Estrada de Benfica, encontra-se o Calhariz de Benfica, designação dada a uma zona da Estrada de Benfica e que se situa numa encruzilhada de caminhos, a partir dos quais se pode divergir tanto para a continuação da Estrada de Benfica - e que continua pelo concelho da Amadora sob o nome de Avenida Elias Garcia - como por uma artéria de ligação à Estrada da Luz, com passagem pelo Centro Comercial Colombo. Junto a esta paragem localiza-se a Escola José Gomes Ferreira e o Centro Comercial Fonte Nova. 
Saindo de Calhariz de Benfica, o autocarro continua viagem pela Estrada de Benfica, passando pela Igreja de Benfica e pela zona predominantemente comercial da freguesia, onde se situa o Mercado, e por Portas de Benfica, na fronteira do concelho da Amadora com o de Lisboa, que nos últimos tempos sofreu uma grande mutação em virtude das obras da CRIL - IC17.
Saindo de Portas de Benfica, o autocarro dirige-se para o apeadeiro de Santa Cruz/Damaia, onde faz o seu terminal com ligação aos comboios da linha de Sintra e com seguimento para as linhas de Cintura e Norte.
| código | paragem                                | ligação                                                | ligação ML | ligação | outras ligações                 |
| ------ | -------------------------------------- | ------------------------------------------------------ | ---------- | --- | ------------------------------- |
| 01219  | MARQUÊS DE POMBAL                      | 91 207 702 712 720 723 727 732 736 738 744 748 753 783 | MP         | | TST                             |
| 01203  | Marquês de Pombal                      | 91 207 702 712 720 723 727 732 736 738 744 748 753 783 | MP         | |                                 |
| 01301  | Av. António Augusto de Aguiar          |                                                        | PA         | |                                 |
| 01401  | Igreja de S. Sebastião da Pedreira     |                                                        |            | |                                 |
| 01403  | S. Sebastião                           | 713 742                                                | SS         | |                                 |
| 01501  | Bairro Azul (Gulbenkian)               |                                                        |            | |                                 |
| 01505  | Praça de Espanha                       | 716 726 759                                            | PE         | | TST                             |
| 01507  | Av. Madame Curie                       | 726                                                    |            | |                                 |
| 01601  | Rua Dr. António Granjo                 | 716 726 731                                            |            | |                                 |
| 01621  | Estação Sete Rios                      | 96 202 701 716 726 731 758 770                         |            | Ligação à Linha de Sintra · Ligação à Linha da Azambuja · Correspondência com os serviços Longo Curso e Regional da CP | Fertagus                        |
| 01607  | Sete Rios                              | 202 701 716 726 731 754 755 758 768 770                | JZ         | |                                 |
| 01616  | Estrada de Benfica (Furnas)            | 202 716 754 758 768                                    |            | |                                 |
| 10706  | Rua Duarte Galvão                      | 202 716 754 758 768                                    |            | |                                 |
| 10704  | Bairro Novo                            | 202 716 754 758 768                                    |            | |                                 |
| 10702  | S. Domingos de Benfica                 | 202 716 754 758 768                                    |            | |                                 |
| 10830  | Pupilos do Exército                    | 202 716 758                                            |            | |                                 |
| 10826  | Rua Prof. Reinaldo dos Santos          | 202 716 750 754 758                                    |            | |                                 |
| 10814  | Calhariz                               | 202 703 716 729 750 754 758 764 767                    |            | | Correspondência com a Vimeca/LT |
| 10802  | Escola Pedro de Santarém               | 202 703 716 729 750 758 767                            |            | | Correspondência com a Vimeca/LT |
| 10906  | Estrada de Benfica / Av. Gomes Pereira | 202 703 716 724 729 750 758 799                        |            | |                                 |
| 10904  | Igreja de Benfica                      | 716 729 758                                            |            | | Correspondência com a Vimeca/LT |
| 10902  | Estrada de Benfica (Mercado)           | 758                                                    |            | | Correspondência com a Vimeca/LT |
| 11006  | Portas de Benfica                      | 202 711 758 767                                        |            | | Correspondência com a Vimeca/LT |
| 03101  | Damaia / Rua D. Francisco de Almeida   | 711 767                                                |            | |                                 |
| 03022  | Estação Damaia - Rua D. Maria II       | 767                                                    |            | Correspondência com a Linha de Sintra                                                                                  | Correspondência com a Vimeca/LT |
| 03005  | ESTAÇÃO DAMAIA                         | 711 767                                                |            | Correspondência com a Linha de Sintra                                                                                  | Correspondência com a Vimeca/LT |

### Sentido Marquês de Pombal
Santa Cruz/Damaia → Portas de Benfica → Calhariz → Estrada de Benfica → Sete Rios → Praça de Espanha → Marquês de Pombal
Partindo do apeadeiro de Santa Cruz/Damaia, o autocarro dirige-se para Portas de Benfica, na fronteira do concelho da Amadora com o de Lisboa, que nos últimos tempos sofreu uma grande mutação em virtude das obras da CRIL - IC17.
Após Portas de Benfica, a viagem prossegue pela Estrada de Benfica, um eixo rodoviário vertebrador da cidade de Lisboa e que dá serviço a um conjunto habitacional bastante denso. Deste modo o autocarro passa pela zona predominantemente comercial da freguesia, onde se situa o Mercado, pela Igreja de Benfica, por alguns estabelecimentos de ensino e pelo centro de saúde de Benfica. Alcança assim o Calhariz de Benfica, que se situa praticamente ao meio da Estrada de Benfica, e é uma designação dada a uma zona da Estrada de Benfica que se situa numa encruzilhada de caminhos, a partir dos quais se pode divergir tanto para a continuação da Estrada de Benfica - até Sete Rios - como por uma artéria de ligação à Estrada da Luz, com passagem pelo Centro Comercial Colombo. Junto a esta paragem localiza-se, também, o Centro Comercial Fonte Nova. 
Saindo de Calhariz de Benfica, o autocarro continua viagem pela Estrada de Benfica, servindo São Domingos de Benfica. No final encontra-se Sete Rios, um dos principais interfaces da cidade de Lisboa com conexão a outros serviços da Carris, autocarros de longo curso, metropolitano e comboios Urbanos e de médio e longo curso da CP e da Fertagus. Também em Sete Rios é possível o acesso ao Jardim Zoológico de Lisboa e à Escola Secundária de Dom Pedro V. Esta ligação é efectuada em parceria com as carreiras 202, 716 e 758 as quais, conjuntamente com esta carreira 746 constituem o eixo da Estrada de Benfica e que permite a ligação de Benfica até ao interface de Sete Rios, num serviço de alta frequência, funcionando 24 horas por dia, todos os dias da semana. 
Após a estação de Sete Rios, o autocarro percorre os poucos metros da Avenida Columbano Bordalo Pinheiro , servindo as imediações do Instituto Português de Oncologia. Alcançando a Praça de Espanha, o autocarro serve o interface rodoviário instalado nas imediações desta praça, com ligação à linha de Metropolitano da Gaivota, à maioria das carreiras da TST que cruza a Ponte de 25 de Abril e ainda a uma carreira da Vimeca com destino a Caxias, Paço d'Arcos e Oeiras.
Da Praça de Espanha, o autocarro segue pela Avenida António Augusto de Aguiar, passando pela Fundação Calouste Gulbenkian, pelo centro comercial El Corte Inglés e pela Igreja de São Sebastião. Deste modo alcança a Avenida Fontes Pereira de Melo, imediatamente antes de chegar a Marquês de Pombal, onde estabelece ligação com as carreiras da Carris com destino à Baixa, entre outros destinos, e faz o seu terminal com ligação aos autocarros da Vimeca e a uma carreira dos TST com destino à Charneca de Caparica.

### Prolongamento a Sul e Sueste
As primeiras viagens de cada dia têm como origem/destino a estação do Sul e Sueste, circulando pela Avenida da Liberdade, Rossio, Rua do Ouro (Rua da Prata no sentido ascendente) e Praça do Comércio. Este esquema mantém-se até à abertura do metropolitano, às 07:00.[carece de fontes?]

## Horário
- Marquês de Pombal → Santa Cruz/Damaia
- Santa Cruz/Damaia → Marquês de Pombal